# 特里布希夫卡
48°46′51″N 26°55′38″E / 48.78083°N 26.92722°E
特里布希夫卡（烏克蘭語：Трибухівка）是位於烏克蘭西部赫梅利尼茨基州裏卡緬涅茨-波多利斯基區的杜納伊夫齊市鎮的村莊，面積0.71平方公里，海拔高度263米，2001年人口81，人口密度每平方公里113.8人。